# Pozsgafa
A pozsgafa vagy majomfa (Crassula ovata) a kőtörőfű-virágúak (Saxifragales) rendjébe, ezen belül a varjúhájfélék (Crassulaceae) családjába és a hájvirágformák (Crassuloideae) alcsaládjába tartozó dísznövényként elterjedt, örökzöld, pozsgásnövényfaj.
Hazánkban – a névhasonlóság következtében a nevét összekeverve –  elterjedten nevezik tévesen majomkenyérfának is, az igazi majomkenyérfa azonban egy másik növény.

## Élőhelye, elterjedése
A pozsgafa Dél-Afrikában és Madagaszkár szigetén őshonos, innen terjedt el a világ minden részére, mint dísznövény.

Természetes élőhelyén száraz, sziklás domboldalakon található, Aloe, Euphorbia, egyéb Crassula fajok társaságában.

## Jellemzés
Terebélyes, elágazó, bokros növény, természetes élőhelyén, akár a 3 méteres magasságot is elérheti. Törzse vaskos, húsos, barnás vékony kéreggel, mely idősebb korban felrepedezik és leválik.

### Levelei
Kerekded levelei 3–9 cm hosszúak és 2–4 cm szélesek. Más pozsgásokhoz hasonlóan, levelei rengeteg vizet tárolnak, ezért igen vastagok, húsosak. Színük az élénktől a sötétzöldig terjed, gyakran vöröses szegéllyel. Felszínükön apró pettyek, lyukacskák (hydathodes) találhatók, különleges pórusok, melyeken a növény az anyagcserét végzi, de ezen keresztül képes vizet felvenni, és leadni.

### Virágzat
Természetes élőhelyén vagy ideális tartás mellett az idősebb növények rendszeresen hoznak virágot az ősz végén, tél elején.

Virágai a hajtáscsúcsokból fejlődnek, sok apró csillagszerű fehéres, halvány-rózsaszín virággal. A pártalevelek száma 5, ugyanannyi a csészelevelek és porzók száma, de megeshet, hogy ugyanazon a növényen, négyszirmú virágok is megjelennek.

A virágzás után száraz magtok fejlődik, mely a magok beérésével szétnyílik és kiszóródik belőle a nagyszámú porszerű mag.

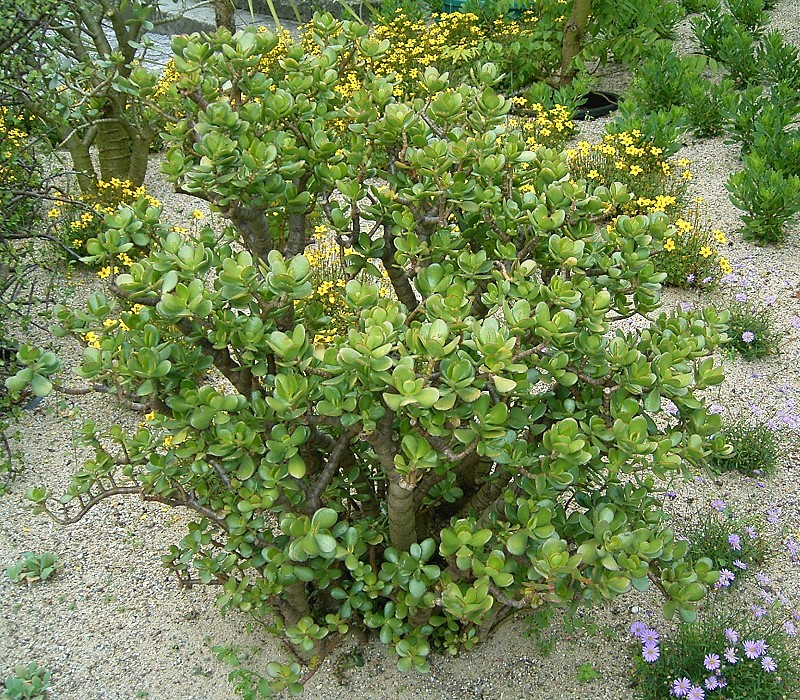
Pozsgafa a szabadban

## Gondozás
Gondozás szempontjából viszonylag igénytelen növény. Legjobban napfényes, levegős helyen érzi magát (fagymentes időben az udvarban vagy erkélyen), de napsütötte szobában is szépen fejlődik. Világos helyen, kevés napfénnyel is nevelhető, de itt a levelek zöldek, a levélszegély piros színeződése nem jelenik meg, és a hajtások is gyengébbek lesznek.

A teleltetés legjobb esetben hűvös, de fagymentes, napsütéses helyen történik, kevés öntözéssel.

### Öntözés
Az öntözésre nem kényes, elegendő akkor vizet adni neki, amikor a földje kiszáradt. Fényszegény helyen, gyakran a 2-3 hetente történő öntözés is túl gyakori lehet.

A túlzott locsolás következtében a gyökerei elrothadhatnak, ami a növény pusztulásához is vezethet. Időnként permetezhetjük a leveleit vízzel, hisz a pórusain keresztül ezt is képes hasznosítani, és így a gyökérzet sem károsodik.

### Talaj
Általános pozsgásoknak való talajt igényel, azaz körülbelül 50% föld - 50% durva homok, illetve kavics. A talaj kémhatására nem érzékeny.

Rendszeres átültetéssel a növény gyorsan, nagyra növekszik. Ha kis növényt szeretnénk, csak akkor kell átültetést végezni, ha a növény túlnőtte a cserepet. Az átültetés tavasszal végzendő.

A pozsgafa bonszaiként is nevelhető, mégpedig úgy, hogy minden átültetésnél erősen visszavágjuk a gyökérzetet, és ugyanabba a cserépbe ültetjük vissza, egyúttal a növény ágai is tetszés szerint metszhetők.

### Virágzás

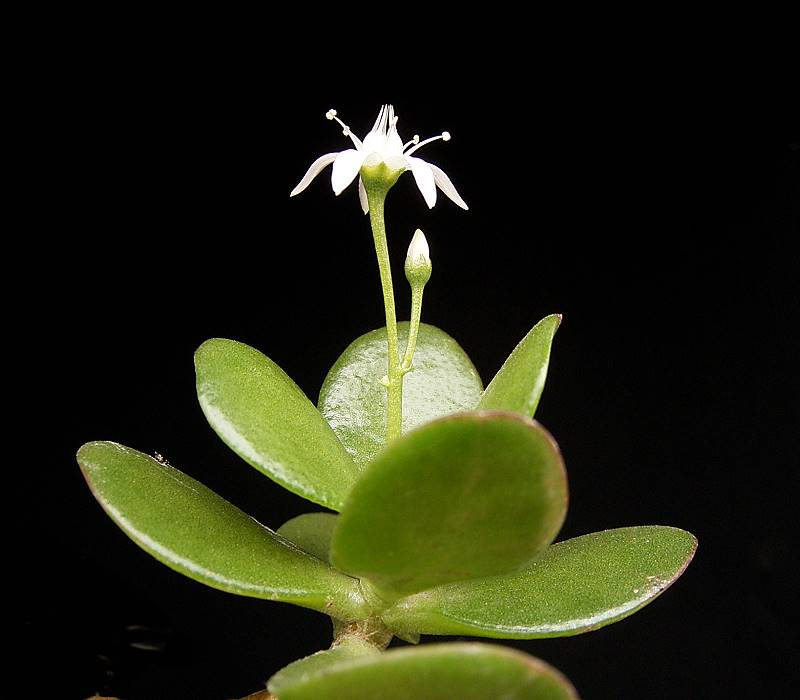
A virágzó pozsgafa

Bár nem túl igényes növény, a pozsgafát mégis igen nehéz virágzásra bírni.

Az első fontos szempont a virágzás kapcsán, a növény életkora. Csak az idősebb növények fognak a megfelelő körülmények között virágot hozni.

A megfelelő körülmények a pozsgafa virágoztatásához, a következők:
- őszi hűvösebb esték beköszönte - alacsony hőmérséklet[1]
- Nappalok rövidülése, hosszabb éjszakák - kevesebb fény
- Nyugalom, fagymentesség, huzatmentesség[2]
- Ne kényszerítsük a növényt hajtásnövekedésre öntözéssel és tápanyagpótlással - kevesebb tápanyag

### Gondozási hibák
- Ha a növényen gyenge, megnyúlt hajtások alakulnak ki, az leggyakrabban a túlöntözés, illetve a fényhiány következménye.
- A téli időszakban a pozsgafán gyakran figyelhető meg a levelek ezüstössé válása, száradása és lehullása. Ez általában a magas hőmérséklet miatt következik be, sosem vízhiány miatt (ilyenkor a levelek zsugorodnak, összeaszalódnak).
- A növény levelein időnként apró kristályszerű képződmények keletkezhetnek a hydathodes pórusok helyén, ami a víz elpárolgása után lerakódott ásványi anyagok maradványa. Gyakori hiba, hogy ezeket gyapjastetveknek vélik a növénytartók. Ezen érdekességek a növénynek nem ártanak, nincs szükség vegyszeres kezelésre.[3]

### Szaporítás
Hajtás- és levéldugványról nagyon egyszerűen szaporítható. Természetes körülmények között is leginkább úgy szaporodik, hogy leveleit, kisebb hajtásait lehullajtva új egyedek nevelkednek, ezen tulajdonság az otthoni szaporításban is jól felhasználható. A dugványokat néhány napig hagyjuk kiszáradni, mielőtt a földbe helyezzük őket.

Magvetéssel csak akkor érdemes foglalkozni, ha keresztezéssel vagy szelekcióval szeretnénk kísérletezni.

## Betegségek, kártevők

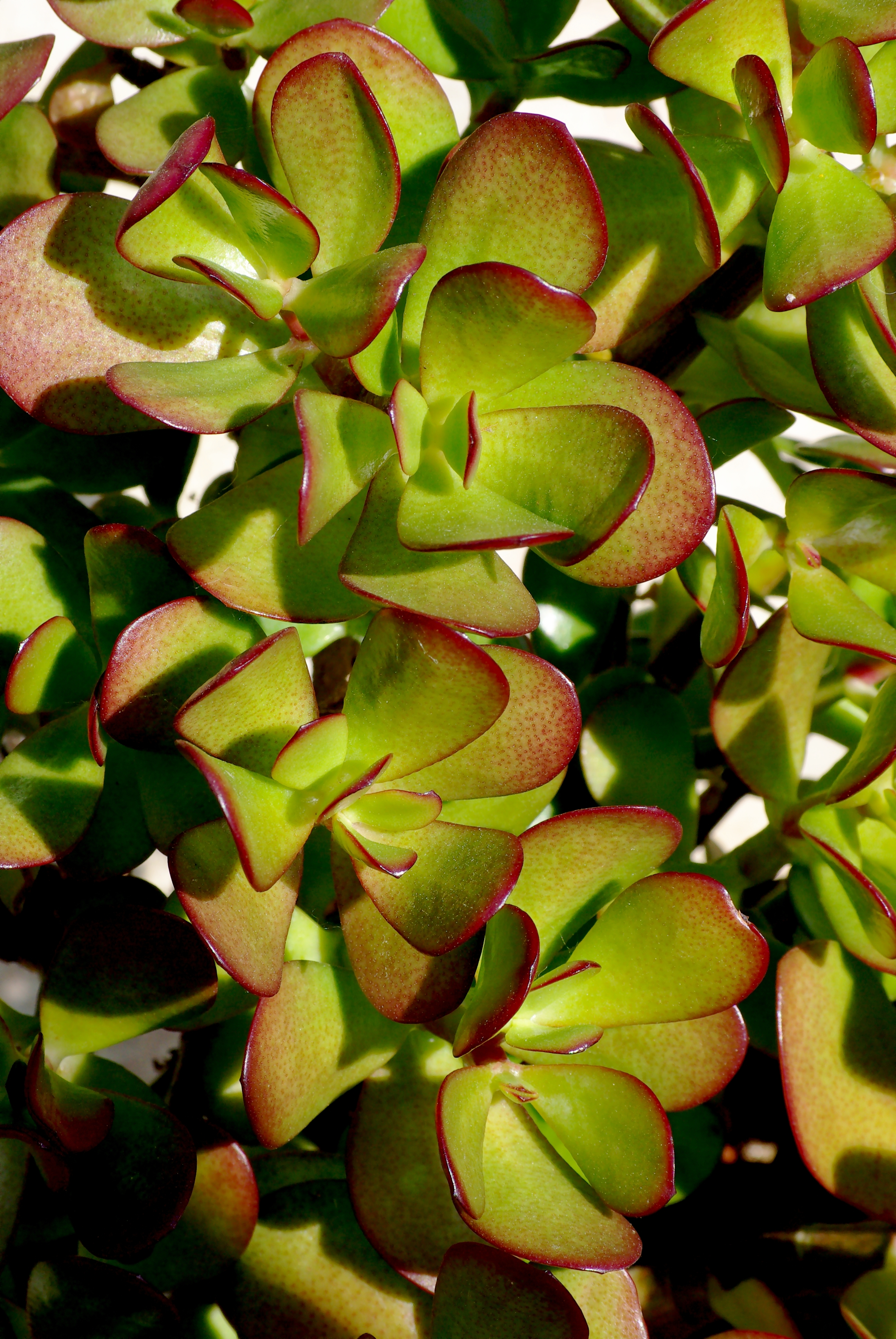
A pozsgafa viaszos levelei.

A pozsgafa leggyakoribb kártevői a levéltetvek és a gyapjastetvek.

A levéltetvek ellen pirétrum-alapú készítmények a legalkalmasabbak, mivel ezen növények érzékenyek a melationra.

A gyapjastetvek a levélhónaljakban rejtőznek meg egy viaszos védőréteg alatt. A kártevők legegyszerűbben, denaturált szeszbe mártott vattával távolíthatók el.

## Hiedelmek
Angol népi nevei, a „Money-tree” (pénzfa) illetve „Dollar-tree” (dollárfa) már engednek következtetni a hozzá kapcsolódó hiedelmekről.

A kínai Feng-shui szerint, a Crassula a lakás megfelelő helyén nevelve, hozzásegít minket a pénz gyarapodásához, illetve pénzzel kapcsolatos jó döntések meghozatalához.

## Képgaléria

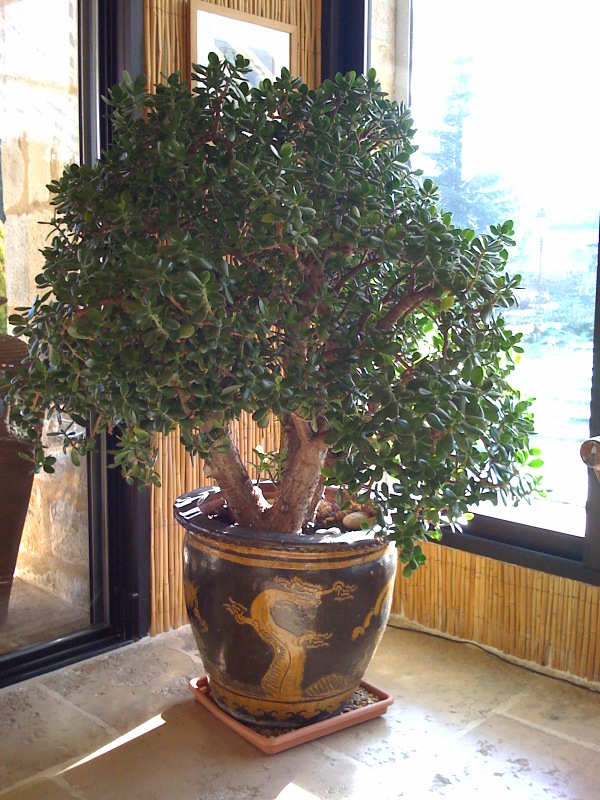
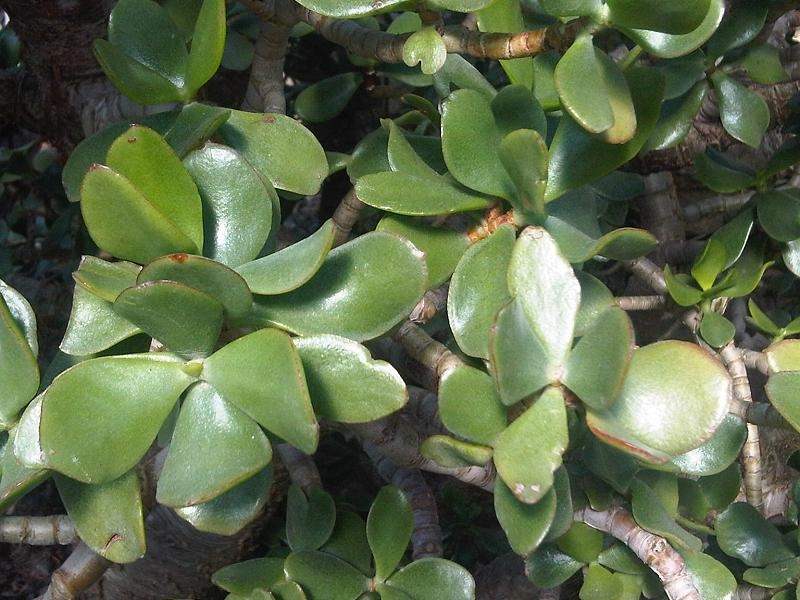
levelei
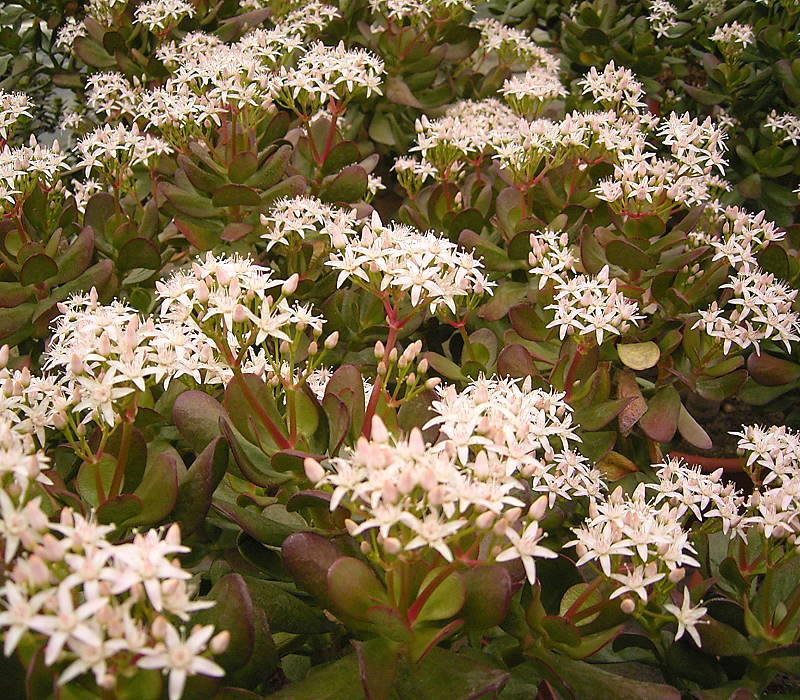
A virágba borult pozsgafa
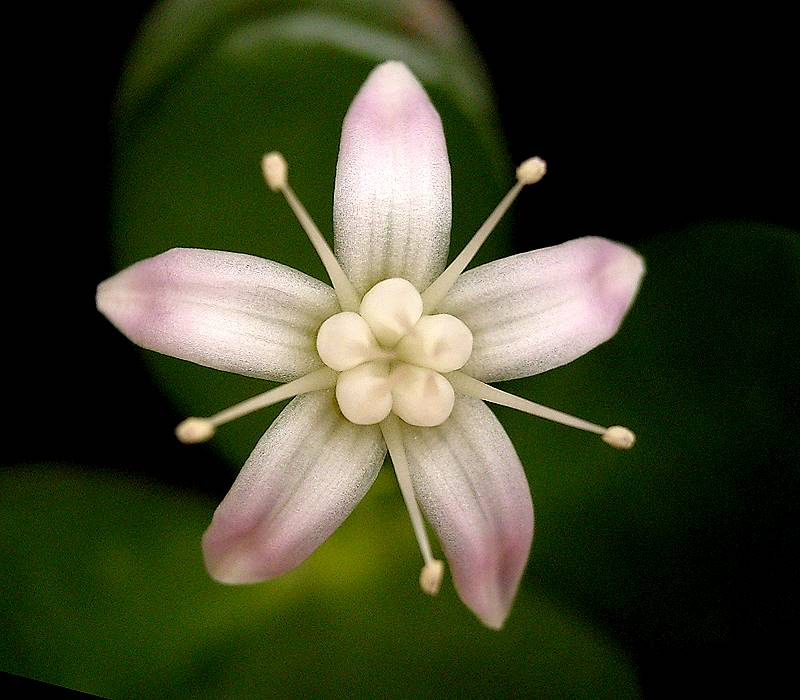
Pozsgafa virága
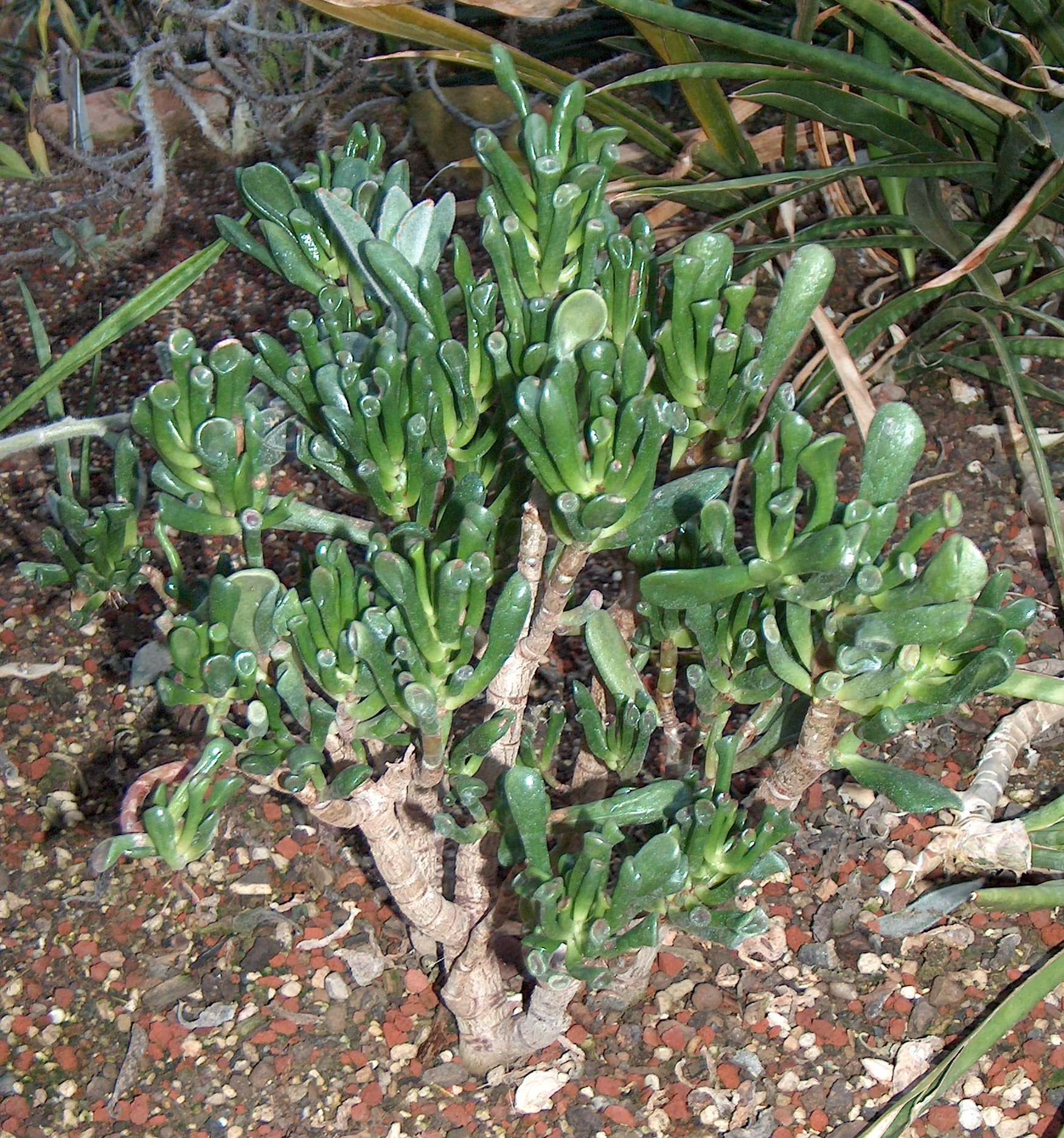
A C. ovata egy változata, a „Gollum”
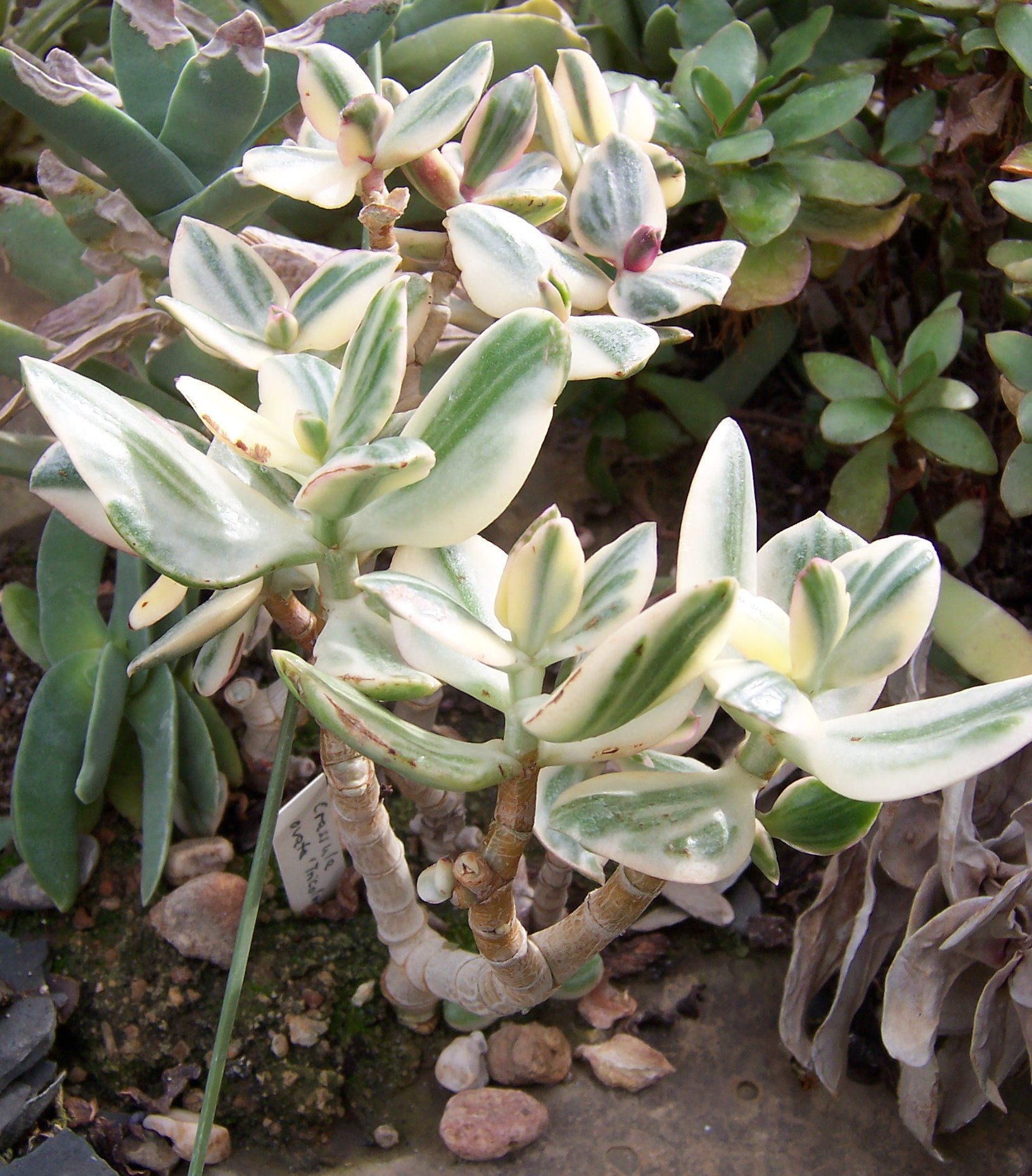
A pozsgafa cv. „Tricolor” nevű változata